# 三津ノ村
三津ノ村（みつのむら）は、和歌山県東牟婁郡にあった村。現在の新宮市熊野川町の南東部、熊野川の中流右岸にあたる。

## 地理
- 山岳：小雲取山、如法山、西ノ峯
- 河川：熊野川、赤木川

## 歴史
- 1889年（明治22年）4月1日 - 町村制の施行により、日足村・椋井村・赤木村・能城山本村・田長村および上長井村の一部（飛地）の区域をもって発足。
- 1956年（昭和31年）9月30日 - 小口村・九重村・玉置口村および敷屋村の一部（大字西敷屋・東敷屋・篠尾）と合併して熊野川町が発足。同日三津ノ村廃止。

## 交通

### 道路
- 国道168号